# Markus Malin
Markus Malin (ur. 28 maja 1987 w Lahti) – fiński snowboardzista, dwukrotny medalista mistrzostw świata.

## Kariera
Po raz pierwszy na arenie międzynarodowej pojawił się w 2002 roku, startując na mistrzostwach świata juniorów w Rovaniemi, zajmując 30. miejsce w halfpipeie. Jeszcze czterokrotnie startował w zawodach tego cyklu, najlepszy wynik odnosząc podczas mistrzostw świata juniorów w Klínovcu w 2004 roku, gdzie zdobył złoty medal. Ponadto na mistrzostwach świata juniorów w Vivaldi Park w 2006 roku zajął drugie miejsce w tej samej konkurencji.
W Pucharze Świata zadebiutował 14 lutego 2003 roku w Turynie, gdzie zajął 57. miejsce. Na podium zawodów pucharowych po raz pierwszy stanął 23 listopada 2006 roku w Saas-Fee, kończąc rywalizację na drugiej pozycji. W zawodach tych rozdzielił Scotta Lago z USA i Daisuke Murakamiego z Japonii. Najlepsze wyniki w osiągnął w sezonie 2011/2012, kiedy to zajął siódme miejsce w klasyfikacji generalnej AFU, a w klasyfikacji halfpipe’u był piąty.
Na mistrzostwach świata w La Molina w 2011 roku wywalczył brązowy medal, wyprzedzili go jedynie Australijczyk Nathan Johnstone i Iouri Podladtchikov ze Szwajcarii. Wynik ten powtórzył podczas rozgrywanych dwa lata później mistrzostw świata w Stoneham. Tym razem lepsi okazali się Podladtchikov oraz Japończyk Taku Hiraoka. Był też między innymi szósty na mistrzostwach świata w Sierra Nevada w 2017 roku. W 2010 roku wystartował na igrzyskach olimpijskich w Vancouver, gdzie był jedenasty. Brał też udział w igrzyskach w Soczi cztery lata później, plasując się na 26. pozycji.

## Osiągnięcia

### Igrzyska olimpijskie
| Miejsce | Dzień     | Rok  | Miejscowość | Konkurencja | Zwycięzca           |
| ------- | --------- | ---- | ----------- | ----------- | ------------------- |
| 11.     | 17 lutego | 2010 | Vancouver   | Halfpipe    | Shaun White         |
| 26.     | 11 lutego | 2014 | Soczi       | Halfpipe    | Iouri Podladtchikov |

### Mistrzostwa świata
| Miejsce | Dzień       | Rok  | Miejscowość   | Konkurencja | Zwycięzca           |
| ------- | ----------- | ---- | ------------- | ----------- | ------------------- |
| 22.     | 20 stycznia | 2007 | Arosa         | Halfpipe    | Mathieu Crepel      |
| 34.     | 23 stycznia | 2009 | Gangwon       | Halfpipe    | Ryō Aono            |
| 3.      | 20 stycznia | 2011 | La Molina     | Halfpipe    | Nathan Johnstone    |
| 3.      | 20 stycznia | 2013 | Stoneham      | Halfpipe    | Iouri Podladtchikov |
| 11.     | 17 stycznia | 2015 | Kreischberg   | Halfpipe    | Scotty James        |
| 6.      | 11 marca    | 2017 | Sierra Nevada | Halfpipe    | Scotty James        |

### Puchar Świata

#### Miejsca w klasyfikacji generalnej
- sezon 2002/2003: -
- sezon 2003/2004: -
- sezon 2004/2005: -
- sezon 2005/2006: 174.
- sezon 2006/2007: 42.
- sezon 2007/2008: 72.
- sezon 2008/2009: 61.
- sezon 2009/2010: 71.
  - AFU[2]
- sezon 2010/2011: 147.
- sezon 2011/2012: 7.
- sezon 2012/2013: 47.
- sezon 2013/2014: 28.
- sezon 2014/2015: 94.
- sezon 2015/2016: 28.
- sezon 2016/2017: 78.

#### Miejsca na podium w zawodach PŚ
1. Saas-Fee – 23 listopada 2006 (halfpipe) - 2. miejsce
2. Bardonecchia – 27 stycznia 2008 (halfpipe) - 2. miejsce
3. Stoneham – 20 lutego 2009 (halfpipe) - 3. miejsce
4. Ruka – 17 grudnia 2011 (halfpipe) - 1. miejsce
5. Ruka – 13 grudnia 2013 (halfpipe) - 3. miejsce
6. Sapporo – 14 lutego 2016 (halfpipe) - 2. miejsce